# César Martín
César Martín Villar (* 3. April 1977 in Oviedo) ist ein ehemaliger spanischer Fußballspieler.

## Karriere
Seine professionelle Fußballerkarriere begann César 1994 bei Real Oviedo. 1999 wechselte der Defensivspieler nach 101 Einsätzen und sechs Toren für umgerechnet 7,4 Mio. € zu Deportivo La Coruña. Mit A Coruña gewann er je einmal Meisterschaft und Pokal und zweimal den Supercup in Spanien. Nach Problemen in A Coruña wechselte César 2006 zu UD Levante, wo er aber nur dreimal eingesetzt wurde.
Vom 1. Februar 2007 bis zum Saisonende stand der Spanier in England bei den Bolton Wanderers unter Vertrag. Sein Debüt in der höchsten englischen Spielklasse gab er am 28. April 2007 gegen den FC Chelsea. Dies blieb jedoch sein einziger Einsatz in der Premier League.
2007/08 spielte César Martín beim spanischen Zweitligisten Hércules Alicante. 2010 beendete er seine Karriere.
International spielte der Spanier zwölf Mal für sein Heimatland und erzielte drei Tore. César stand auch in der spanischen Auswahl für die Fußball-Europameisterschaft 2004 in Portugal, kam aber zu keinem Einsatz.

## Erfolge
- Spanischer Meister: 1999/2000
- Spanischer Pokalsieger: 2000
- Spanischer Superpokal (2): 2000, 2002